# Volby do Zastupitelstva Libereckého kraje 2024
Volby do Zastupitelstva Libereckého kraje v roce 2024 se konaly v pátek 20. září a v sobotu 21. září 2024 jako součást celostátních krajských voleb v roce 2024.

## Pozadí
Ve volbách v roce 2020 zvítězilo hnutí SLK s 38,57 % hlasů. Do zastupitelstva se dostaly dalších čtyři subjekty. Po volbách se na koalici dohodli zástupci hnutí SLK, Pirátů a ODS. Hejtmanem se opět stal Martin Půta ze SLK.
|              |         |          |         |
| Subjekt      | Subjekt | % (2020) | Mandáty |
| Koalice (32) |         |          |         |
|              | SLK     | 38,57    | 22/45   |
|              | Piráti  | 9,86     | 5/45    |
|              | ODS     | 8,59     | 5/45    |
| Opozice (13) |         |          |         |
|              | ANO     | 17,85    | 10/45   |
|              | SPD     | 6,09     | 3/45    |

## Kandidující subjekty
| Číslo | Subjekt | Subjekt                              | Typ              | Fotografie | Lídr            | Poznámky |
| ----- | ------- | ------------------------------------ | ---------------- | ---------- | --------------- | --- |
| 1     |         | SPOLU PRO Liberecký kraj             | koalice          |            | Petr Poštolka   | podnikatel ve stavebnictví a v softwarových službách                                                                              |
| 15    |         | DSZ – ZA PRÁVA ZVÍŘAT                | politická strana |            | Petra Bártová   | právník, člen České ornitologické společnosti, přispěvatel World of Dogs – Bosna a OBRAZ – Obránci zvířat                         |
| 16    |         | PŘÍSAHA občanské hnutí               | politické hnutí  |            | Radek Bažant    | vedoucí logistického provozu |
| 21    |         | Česká pirátská strana                | politická strana |            | Zbyněk Miklík   | náměstek hejtmana Libereckého kraje pro ekonomiku, majetek, investice, veřejné zakázky a informatiku                              |
| 30    |         | Právo Respekt Odbornost              | politická strana |            | Matrin Blaschke | podnikatel, finanční poradce, 1. krajský místopředseda PRO                                                                        |
| 33    |         | LEPŠÍ ŽIVOT PRO LIDI a ND            | politická strana |            | Pavel Opl       | odborník na bezpečnost, emeritní policejní rada Policejního prezídia ČR                                                           |
| 34    |         | Zelení pro kraj                      | koalice          |            | Milan Starec    | obchodní ředitel firmy se zdravotnickou technikou, vůdčí osobnost kauzy Turów, spoluzakladatel petice za obnovu Ještědské lanovky |
| 39    |         | ANO 2011                             | politické hnutí  |            | David Pražák    | poslanec Parlamentu ČR, neuvolněný místostarosta města Semily, zemědělec                                                          |
| 70    |         | Sociální demokracie                  | politická strana |            | Jan Mečl        | lékař, emeritní primář a bývalý zastupitel Libereckého kraje a města Liberec                                                      |
| 71    |         | SPD a Trikolora                      | koalice          |            | Michal Švarc    | ředitel městské policie, krajský zastupitel, zastupitel města Jablonec nad Nisou                                                  |
| 77    |         | STAČILO!, koalice KSČM a ČSNS        | koalice          |            | Jan Dvořák      | strážník městské policie |
| 82    |         | SPOLU pro LBK – ODS, TOP 09, KDU-ČSL | koalice          |            | Edvard Kožušník | konzultant, analytik legislativy, běžecký trenér, bývalý poslanec Evropského parlamentu                                           |
| 87    |         | Starostové pro Liberecký kraj        | politické hnutí  |            | Martin Půta     | hejtman Libereckého kraje, starosta Hrádku nad Nisou v letech 2002–2012                                                           |

## Celkové výsledky
|                        |                               |                               |                               |         |       |       |         |         |
| Strana                 | Strana                        | Strana                        | Strana                        | Hlasy   | Hlasy | Hlasy | Mandáty | Mandáty |
| Strana                 | Strana                        | Strana                        | Strana                        | Abs.    | %     | ±     | Abs.    | ±       |
|                        | Starostové pro Liberecký kraj | Starostové pro Liberecký kraj | Starostové pro Liberecký kraj | 39 464  | 34,8  | –3,8  | 20      | –2      |
|                        | ANO 2011                      | ANO 2011                      | ANO 2011                      | 37 329  | 32,9  | +15,0 | 18      | +8      |
|                        | SPOLU                         |                               | Občanská demokratická strana  | 9 937   | 8,8   | –3,7  | 3       | –2      |
|                        | SPOLU                         | TOP 09                        | 1                             | 9 937   | 8,8   | –3,7  | +1      |         |
|                        | SPOLU                         | KDU-ČSL                       | 1                             | 9 937   | 8,8   | –3,7  | +1      |         |
| Celkem                 | Celkem                        | 5                             | ±0                            | 9 937   | 8,8   | –3,7  |         |         |
|                        | SPD a Trikolora               | SPD a Trikolora               | SPD a Trikolora               | 5 875   | 5,2   | –3,3  | 2       | –1      |
|                        | Stačilo!                      | Stačilo!                      | Stačilo!                      | 5 670   | 5,0   | +1,8  | 0       | ±0      |
|                        | Česká pirátská strana         | Česká pirátská strana         | Česká pirátská strana         | 4 296   | 3,8   | –6,1  | 0       | –5      |
|                        | Zelení pro kraj               | Zelení pro kraj               | Zelení pro kraj               | 3 169   | 2,8   | –1,2  | 0       | ±0      |
|                        | PŘÍSAHA občanské hnutí        | PŘÍSAHA občanské hnutí        | PŘÍSAHA občanské hnutí        | 2 700   | 2,4   |       | 0       |         |
|                        | SPOLU PRO Liberecký kraj      | SPOLU PRO Liberecký kraj      | SPOLU PRO Liberecký kraj      | 1 619   | 1,4   | +0,9  | 0       | ±0      |
|                        | Právo Respekt Odbornost       | Právo Respekt Odbornost       | Právo Respekt Odbornost       | 1 576   | 1,4   |       | 0       |         |
|                        | Sociální demokracie           | Sociální demokracie           | Sociální demokracie           | 1 059   | 0,9   | –1,2  | 0       | ±0      |
|                        | LEPŠÍ ŽIVOT PRO LIDI a ND     | LEPŠÍ ŽIVOT PRO LIDI a ND     | LEPŠÍ ŽIVOT PRO LIDI a ND     | 465     | 0,4   |       | 0       |         |
|                        | DSZ - ZA PRÁVA ZVÍŘAT         | DSZ - ZA PRÁVA ZVÍŘAT         | DSZ - ZA PRÁVA ZVÍŘAT         | 404     | 0,4   | –0,2  | 0       | ±0      |
| Celkem                 | Celkem                        | Celkem                        | Celkem                        | 113 563 | 100   | –     | 45      | –       |
| Odevzdané obálky       | Odevzdané obálky              | Odevzdané obálky              | Odevzdané obálky              | 114 701 | 100   | –     | –       | –       |
| Voliči v seznamu/účast | Voliči v seznamu/účast        | Voliči v seznamu/účast        | Voliči v seznamu/účast        | 342 475 | 33,5  | –     | –       | –       |
| Zdroj: Volby.cz        |                               |                               |                               |         |       |       |         |         |

Koalice STAČILO! podala proti výsledkům voleb stížnost, neboť jí zisk mandátů v zastupitelstvu unikl o pouhých osm hlasů, když jich získala 4,99 %. Krajský soud však stížnost zamítl a výsledek voleb potvrdil. V prosinci ústavní soud nařídil přepočítání hlasů v pěti okrscích, při němž sice byly zjištěny nesrovnalosti, ovšem výsledek voleb změněn nebyl. Koalice proto podala druhou ústavní stížnost požadující přepočítání hlasů ve více okrscích, tu však ústavní soud odmítl.